# Saint-Sornin-Leulac
Saint-Sornin-Leulac település Franciaországban, Haute-Vienne megyében. Lakosainak száma 562 fő (2022. január 1.). Saint-Sornin-Leulac Saint-Hilaire-la-Treille, Châteauponsac, Dompierre-les-Églises és Saint-Amand-Magnazeix községekkel határos.

## Népesség
A település népessége az elmúlt években az alábbi módon változott:
| Lakosok száma | 651  | 656  | 680  | 634  | 606  | 577  | 571  | 566  | 562  |
|               | 2013 | 2015 | 2016 | 2017 | 2018 | 2019 | 2020 | 2021 | 2022 |